# Campeonato Mongol de Futebol
O Campeonato Mongol de Futebol ou Primeira Liga Nacional da Mongólia (em mongol: Монголын Үндэсний Премьер Лиг), é a principal competição de futebol da Mongólia. O campeonato dá ao campeão o direito de representar o país na Copa da AFC. O campeonato também pode ser chamado de Khurkhree National Premier League por razões de patrocínio.

## Formato
É composto por dez times, sendo a grande maioria da capital Ulã Bator. As equipes jogam entre si duas vezes, em casa e fora. S
Se duas equipes terminarem com pontos iguais, o confronto direto é usado para determinar o vencedor, com os gols marcados sendo o próximo critério considerado se o confronto direto for empate.
O campeão da liga ganha uma vaga para a Copa da AFC e os 2 últimos colocados são automaticamente rebaixados para a Primeira Liga da Mongólia (equivalente ao segundo nível).

## Participantes
Os clubes participantes da temporada de 2020:
| Clube                      | Cidade    |
| -------------------------- | --------- |
| Anduud City                | Ulã Bator |
| Athletic 220               | Ulã Bator |
| Deren                      | Deren     |
| Erchim                     | Ulã Bator |
| Falcons                    | Ulã Bator |
| Khangarid                  | Erdenet   |
| Sumida-Gepro               | Ulã Bator |
| Ulaanbaataryn Mazaalaynuud | Ulã Bator |
| FC Ulaanbaatar             | Ulã Bator |
| Ulaanbaatar City FC        | Ulã Bator |

## Lista de campeões
- 1955: Soyol
- 1956–63: Desconhecido
- 1964: Khudulmur
- 1965: Não realizado
- 1966: Khudulmur
- 1967: Tengeriin Bugnuud (Bat Ulzii)
- 1968: Darkhan
- 1969: Tengeriin Bugnuud (Bat Ulzii)
- 1970: Aldar (Army Sports Club)
- 1971: Tengeriin Bugnuud (Bat Ulzii)
- 1972: Khudulmur
- 1973: Tengeriin Bugnuud (Bat Ulzii)
- 1974: Aldar (Army Sports Club)
- 1975: Tengeriin Bugnuud (Bat Ulzii)
- 1976: Aldar (Army Sports Club)
- 1977: Não realizado
- 1978: Zamchin (Railwaymen)
- 1979: Tengeriin Bugnuud (Bat Ulzii)
- 1980: Aldar (Army Sports Club)
- 1981: Tengeriin Bugnuud (Bat Ulzii)
- 1982: Tengeriin Bugnuud (Bat Ulzii)
- 1983: Hilchin
- 1984: Tengeriin Bugnuud (Bat Ulzii)
- 1985: Khuch (Police Sports Club)
- 1986: Desconhecido
- 1987: Sükhbaatar (Ulaanbataar)
- 1988: Sükhbaatar (Ulaanbataar)
- 1989: Khudulmur
- 1990: Khuch (Police Sports Club)
- 1991–93: Desconhecido
- 1994: Khuch (Police Sports Club)
- 1995: Idsskh (Mongolian All-University Team)
- 1996: Erchim (Ulaanbaatar)
- 1997: Delger
- 1998: Erchim (Ulaanbaatar)
- 1999: ITI Bank-Bars
- 2000: Erchim  (Ulaanbaatar)
- 2001: Khangarid (Erdenet)
- 2002: Erchim (Ulaanbaatar)
- 2003: Khangarid (Erdenet)
- 2004: Khangarid (Erdenet)
- 2005: Khoromkhon (Ulaanbaatar)
- 2006: Khasiin Khulguud (Ulaanbaatar)
- 2007: Erchim (Ulaanbaatar)
- 2008: Erchim (Ulaanbaatar)
- 2009: Ulaanbaataryn Unaganuud
- 2010: Khangarid (Erdenet)
- 2011: Ulaanbaatar
- 2012: Erchim
- 2013: Erchim (Ulaanbaatar)
- 2014: Khoromkhon (Ulaanbaatar)
- 2015: Erchim (Ulaanbaatar)
- 2016: Erchim (Ulaanbaatar)
- 2017: Erchim (Ulaanbaatar)
- 2018: Erchim (Ulaanbaatar)
- 2019: Ulanbaataar City (Ulaanbaatar)
- 2020: Athletic 220 (Ulaanbaatar)

Fonte:

## Títulos por clube
| Clube                   | Títulos | Anos dos Títulos |
| ----------------------- | ------- | --- |
| Erchim                  | 12      | 1956, 1957, 1958, 1959, 1960, 1961, 1962, 1963,1996, 1998, 2000, 2002, 2007, 2008, 2012, 2013, 2015, 2016, 2017 e 2018 |
| Tengeriin Bugnuud       | 9       | 1967, 1969, 1971, 1973, 1975, 1979, 1981, 1982 e 1984                                                                  |
| Khangarid               | 4       | 2001, 2003, 2004 e 2010                                                                                                |
| Khudulmur               | 4       | 1964, 1966, 1972 e 1989                                                                                                |
| Aldar                   | 4       | 1970, 1974, 1976 e 1980                                                                                                |
| Khuch                   | 3       | 1985, 1990 e 1994 |
| Sükhbaatar              | 2       | 1987 e 1988 |
| Khorommkhon             | 2       | 2005 e 2014 |
| Idsskh                  | 1       | 1995 |
| Soyol                   | 1       | 1955 |
| Darkhan                 | 1       | 1968 |
| Zamchin                 | 1       | 1978 |
| Hilchin                 | 1       | 1983 |
| Delger                  | 1       | 1997 |
| ITI Bank Bars           | 1       | 1999 |
| Khasiin Khulguud        | 1       | 2006 |
| Ulaanbaataryn Unaganuud | 1       | 2009 |
| Ulaanbaatar City        | 1       | 2019 |
| Athletic 220            | 1       | 2020 |